# 4319 Jackierobinson
4319 Jackierobinson è un asteroide della fascia principale. Scoperto nel 1981, presenta un'orbita caratterizzata da un semiasse maggiore pari a 2,3397895 UA e da un'eccentricità di 0,2225102, inclinata di 9,09747° rispetto all'eclittica.
L'asteroide è dedicato al giocatore di baseball Jackie Robinson.